# إيفان نيكتشفيتش
إيفان نيكتشفيتش (بالسيريلية الصربية: Иван Никчевић) مواليد 11 فبراير 1981 في نيكشيتش، جمهورية يوغوسلافيا الاشتراكية الاتحادية، هو لاعب كرة يد صربي يلعب كجناح أيسر. يلعب حاليا مع نادي فيسوا بوتسك لكرة اليد ويحمل الرقم 77. مثل منتخب صربيا لكرة اليد. شارك في دورة الألعاب الأولمبية الصيفية سنة 2012. حقق المركز الثاني في البطولة الأوروبية لكرة اليد للرجال 2012.

## سجل المنافسة
شارك في البطولات التالية:
- بطولة أوروبا لكرة اليد للرجال 2012
- بطولة أوروبا لكرة اليد للرجال 2014
- بطولة أوروبا لكرة اليد للرجال 2016
- الألعاب الأولمبية الصيفية 2012

## الميداليات
| الميدالية | المسابقة                           |
| --------- | ---------------------------------- |
| فضية      | بطولة أوروبا لكرة اليد للرجال 2012 |

## روابط خارجية
- إيفان نيكتشفيتش على موقع الاتحاد الأوروبي لكرة اليد (الإنجليزية)
- إيفان نيكتشفيتش على موقع اللجنة الأولمبية الدولية (الإنجليزية)
- إيفان نيكتشفيتش على موقع أوليمبيديا (الإنجليزية)
- إيفان نيكتشفيتش على موقع اللجنة الأولمبية الصربية (الصربية)